# Uzzjel
Uzzjel – postać biblijna, jeden z czterech synów Kehata. W Pierwszej Księdze Kronik jest napisane o tym, że jego synami są Mika oraz Jiszszijasz, natomiast w Księdze Wyjścia jego synami są Miszael, Elsafan i Sitri.